# Dorcacerus barbatus
Dorcacerus barbatus är en skalbaggsart som först beskrevs av Olivier 1790.  Dorcacerus barbatus ingår i släktet Dorcacerus och familjen långhorningar.
Artens utbredningsområde är:
- Paraguay.
- Uruguay.

Inga underarter finns listade i Catalogue of Life.